# The Monster Show
The Monster Show er et album udgivet af det finske band Lordi. For uden en CD, indeholder udgivelsen også en DVD med tre af deres videoer på.

## Nummerlister

### CD
1. "Threatrical Trailer"
2. "Bring it On"
3. "Blood Red Sandman"
4. "My Heaven is your Hell"
5. "Would you Love a Monsterman"
6. "Devil is a Loser"
7. "Icon of Dominance"
8. "The Children of the Night"
9. "Shotgun Divorce"
10. "Forsaken Fashion Dolls"
11. "Wake the Snake"
12. "Rock the Hell outa You"

### DVD
1. "Blood Red Sandman"
2. "Devil is a Loser"
3. "Would you love a Monsterman"